# دينار يمني
الدينار كان عملة اتحاد الجنوب العربي ثم اليمن الجنوبي بين عامي 1965 و1990. ويقسم إلى 1000 (فلس). وبعد توحيد اليمن صدرت عملة ريال يمني كعملة رسمية للدولة الجديدة وكان الدينار لا يزال مستخدماً حتى 11 يونيو 1996.

## التاريخ
وبعد قيام ثورة 14 أكتوبر 1963 ، قررت سلطات اتحاد الجنوب العربي إقامة مؤسسة النقد للجنوب العربي. وفي 1 أبريل 1965 ، وضع الدينار اليمني في التداول كأول عملة وطنية خاصة بالشطر الجنوبي من اليمن لتحل محل العملة القديمة وهي شلن شرق أفريقيا، وظهرت من الدينار عملات معدنية مختلفة.
وفي مايو 1990 ، تقرر أن يعتبر الريال الشمالي والدينار وحدة العملة الرسمية لليمن وأن يعتبر كل منهما قابلا للتداول ووسيلة دفع قانونية بقيمة تبادلية 26 (ريالا للدينار).
وأستمر الدينار والريال الشمالي يتداولان معاً حتى عام 1996 ، حين سحب الدينار من التداول خلال فترة ثلاثة أشهر في أعقاب صدور ورقة المئتي ريال في مارس 1996، ومنذ 11 يونيو 1996 أصبح الريال هو العملة الوحيدة لليمن.

## الفئات

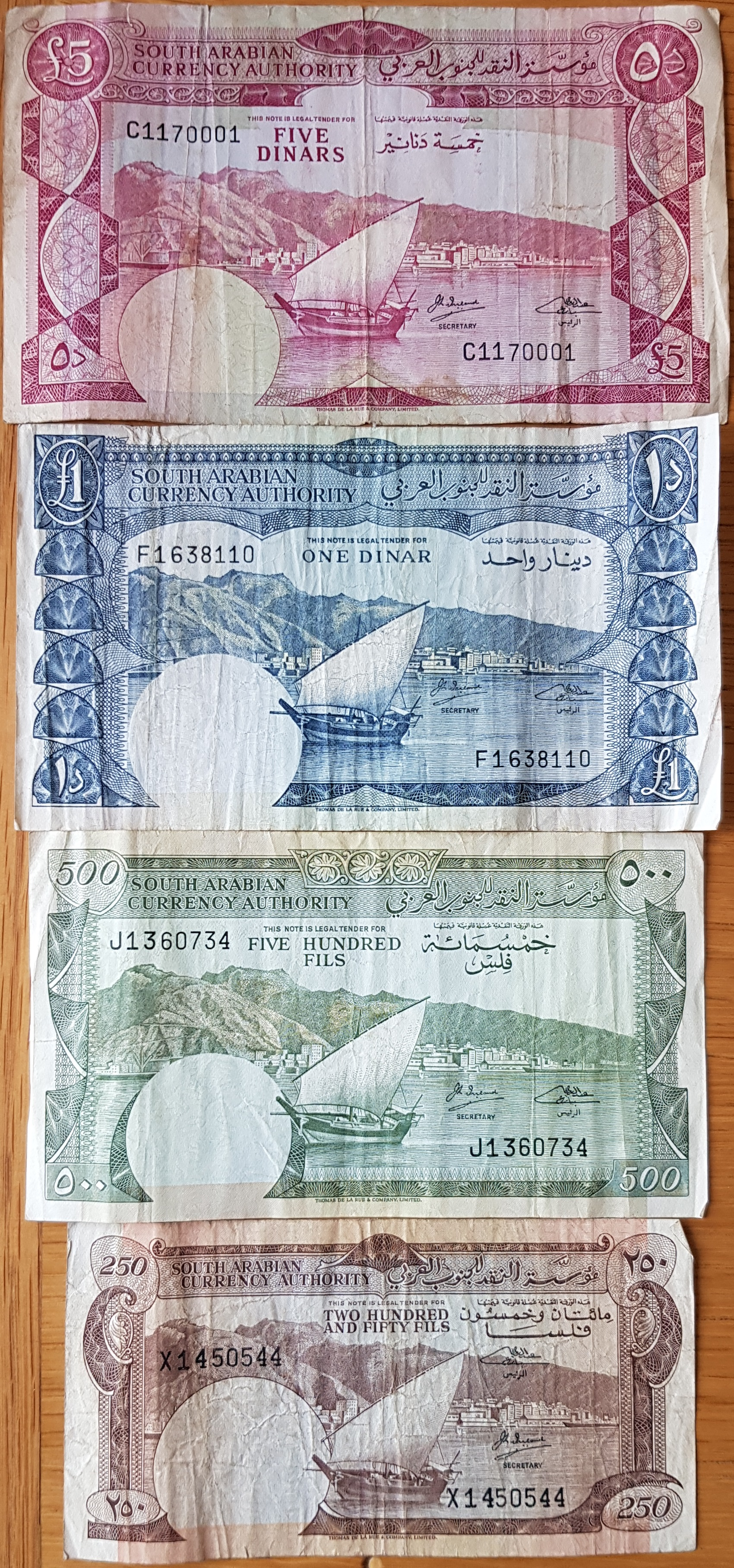
أوراق الدينار في إطار اتحاد الجنوب العربي

| الفئة   | الأمام | الخلف | التاريخ |
| ------- | ------ | ----- | ------- |
| 10 فلس  |        |       | 1981    |
| 50 فلس  |        |       | 1964    |
| 50 فلس  |        | 1979  |         |
| 100 فلس |        |       | 1981    |
| 250 فلس |        |       | 1981    |